# A pillanat íze
A pillanat íze egy magyar gasztronómiai kezdeményezés, amely tortarecepteket, nyomtatott kiadványokat és közösségi eseményeket kínál otthon sütők számára. A márkát 2020-ban alapította Tóth-Kalmár Margit és Tóth József házaspár. Céljuk, hogy részletes, közérthető, ugyanakkor ízletes és vizuálisan is különleges desszertrecepteket tegyenek elérhetővé szélesebb közönség számára.

## Történet és indulás
A márka 2020-ban indult, amikor elindították A pillanat íze Facebook-oldalt. A közösség hamar bővült, és 2021-ben az alapítók első alkalommal vettek részt egy helyi süteményversenyen, ahol pisztáciás-fehércsokoládés málnatortájukkal elnyerték az első helyezést. Az alkotás azóta is „Alattyán tortájaként” ismert, és a márka legismertebb receptjei közé tartozik.
2022-ben az „Ishletés” fantázianevű tortával megnyerték a „Keressük Jász-Nagykun-Szolnok Megye Tortáját! ” versenyt, így az alkotás két éven át viselte a megye hivatalos tortája címet. Ugyanebben az évben elindították saját receptoldalukat, ahol ingyenesen elérhető tortarecepteket publikálnak.

## Tevékenység és kiadványok
2022-ben két nyomtatott receptkönyvük is megjelent (Torták és pillanatok, ReVízió). 2023-ban különálló webshopot hoztak létre, amely kizárólag fizetős digitális és nyomtatott kiadványokat kínál. A kiadványok kizárólag közvetlen, magánértékesítés útján érhetők el; nem kerülnek kereskedelmi terjesztésbe vagy könyvesbolti forgalomba. A fő receptoldal (apillanatize.hu) továbbra is működik, de ott vásárlás nem lehetséges.
A 2023-ban megjelent első professzionális szerkesztésű könyvük 2025-re már több mint 3000 eladott példánynál tart. 2024-ben jelent meg A család cukrásza című kötetük, amely már lépésről lépésre fázisfotókat tartalmazott. Ezt követte 2025-ben az Édes & Gyümölcsös, amely minden recept esetében részletes tippeket, fotókat és gyakorlati tanácsokat is tartalmazott. Szintén 2025-ben jelent meg a korábbi Favorite című kiadvány folytatása, Favorite 2 címmel.

## Közösségi jelenlét és aktivitás
A márka egyik meghatározó eleme a közösségépítés. 2023 óta évente megrendezik az országos sütemény versenyt, a "Sütinap" -ot, amelyet az alapítók az önkormányzattal együtt szerveznek. Az eseményről évről évre beszámol a helyi sajtó, köztük a Szoljon.hu, A TrioTV, és helyi napilapok, például a Néplap. 
A weboldalon külön „Ti küldtétek” rovatban kapnak helyet azok a fotók, amelyeket a látogatók küldenek be az elkészített tortákról, ezzel is támogatva a közösségi visszacsatolást. A szerzők a Facebookon keresztül aktívan válaszolnak a receptekkel kapcsolatos kérdésekre, így közvetlen kapcsolatot tartanak a követőikkel.

## Receptek és tartalom
A pillanat íze weboldalán található receptek jellemzően részletes, lépésről lépésre bemutatott útmutatóval készülnek, gyakran fázisfotókkal kiegészítve. A cél, hogy az otthoni sütők is magabiztosan tudják elkészíteni a tortákat. A receptszerzők hangsúlyt fektetnek arra is, hogy bárki kérdezhet tőlük az adott recepttel kapcsolatban, amire a közösségi oldalon gyors válasz érkezik.

## Sajtómegjelenések
- Szoljon.hu (2022–2025) – tortaversenyekről és az Alattyáni Sütinapról
- Alföld Szíve (2022) – a megye tortájának kihirdetéséről
- Néplap és más helyi lapok – beszámolók a közösségi eseményekről
- Vidék Íze gasztromagazin (2025) – interjú az alapítókkal a húsvéti lapszámban
- YouTube / Szoljon.hu videó – 2025-ös Sütinap riport (7. alkalom)